# My Paper Heart
My Paper Heart è il secondo album della cantante di musica cristiana contemporanea statunitense Francesca Battistelli, pubblicato il 22 luglio 2008 dall'etichetta discografica Fervent Records. Ha raggiunto la trentacinquesima posizione della classifica statunitense.
Da esso sono stati pubblicati quattro singoli: I'm Letting Go, Free to Be Me, It's Your Life e Beautiful, Beautiful. Sono tutti entrati nella classifica di musica cristiana statunitense, e uno di essi ha raggiunto la vetta.

## Tracce
1. Free to Be Me - 3:28
2. I'm Letting Go - 2:53
3. Unpredictable - 2:58
4. My Paper Heart - 3:27
5. Beautiful, Beautiful - 3:16
6. Blue Sky - 3:55
7. Forever Love - 3:52
8. Someday Soon - 3:49
9. Behind the Scenes - 4:09
10. It's Your Life - 2:52
11. Time in Between - 3:24

Edizione deluxe
1. Lead Me to the Cross - 4:32
2. Keep Me Guessing - 3:43
3. Free to Be Me (Live) - 3:27
4. I'm Letting Go (Live) - 3:01
5. Beautiful, Beautiful (Live) - 2:50
6. It's Your Life (Live) - 2:47

## Classifiche
| Classifica (2010) | Posizione massima |
| ----------------- | ----------------- |
| Stati Uniti       | 35                |